# Mormant-sur-Vernisson
Mormant-sur-Vernisson är en kommun i departementet Loiret i regionen Centre-Val de Loire strax norr Frankrikes mitt. Kommunen ligger i kantonen Amilly som tillhör arrondissementet Montargis. År 2022 hade Mormant-sur-Vernisson 133 invånare.

## Befolkningsutveckling
Antalet invånare i kommunen Mormant-sur-Vernisson
| Referens: INSEE |